# Александър Соколов (ВМОРО)
 Тази статия е за революционера от ВМОРО.  За футболиста вижте Александър Соколов.  
Александър Симов Соколов е български революционер, деец на Вътрешната македоно-одринска революционна организация.

## Биография
Александър Соколов е роден през 1882 година в София, в семейството на революционера Симо Соколов. Учи минно инженерство в Русия и математика в Софийския университет. Присъединява се към ВМОРО. По време на Илинденското въстание с група състуденти, сред които и Юлий Розентал, се включва в четата на Никола Дечев. На път за вътрешността на Македония четата е пресрещната от турски аскер между селата Витоша и Лески, където на 5 септември 1903 година Соколов, Милан Стоилов (студент-медик) и Марко Марков (студент-математик) загиват в избухналото срежение.